# کوئینتت برای پیانو و سازهای بادی (موتسارت)
کوئینتت برای پیانو و سازهای بادی (به انگلیسی: Quintet in E flat major for Piano and Winds) در می بمل ماژور (ک. ۴۵۲) ساختهٔ ولفگانگ آمادئوس موتسارت در ۳۰ مارس ۱۷۸۴ است. دو روز پس از اتمام قطعه، موتسارت آن را در سالن تئاتر ملی وین اجرا کرد. پس از اجرا، او به پدرش می‌نویسد: "به اعتقاد خودم بهترین قطعه‌ای است که تاکنون نوشته‌ام!" پارتیتور قطعه شامل پیانو، ابوا، کلارینت، هورن و فاگوت است.

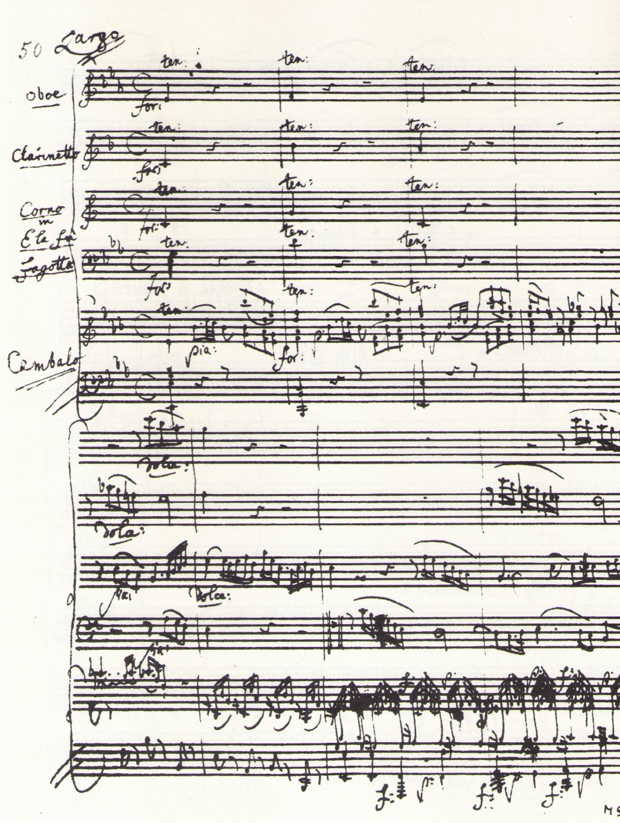
صفحه‌ای از دست‌نویس کوئینتت پیانو ک. ۴۵۲

## ساختار و عناصر
موتسارت این اثر را در فرم رایج سونات، در سه موومان نوشته‌است:
1. لارگو - آلگرو مودِراتو
2. لارگِتو
3. آلگرتو

موومان اول، آلگرو، درخشان است و بیشتر روی انتقال تم از سازی به ساز دیگر تمرکز دارد. در اکثر بخش‌های موومان اول، پیانو تمی جدید ارائه می‌دهد و سازهای بادی به نوبت واریاسیون‌هایی روی آن اجرا می‌کنند.
موومان دوم بسیار شبیه با دیگر موومان‌های آهستهٔ موتزارت است: آرام و پیوسته ولی لطیف.
موومان سوم در فرم آلگرو – روندو نوشته شده‌است، فرمی معمول که موومان سوم اکثر کنسرتوهای پیانو در دوران کلاسیک در آن نوشته شده‌اند. این موومان در میانهٔ خود با بخشی کادانس مانند به کودا وصل می‌شود که آن را بسیار شبیه به موومان سوم سونات پیانوی شمارهٔ ۱۳، ک. ۳۳۳ می‌کند.
این اثر الهام‌بخش کوئینتت برای پیانو و سازهای بادی، اُپوس ۱۶ در «می بمل ماژور» (۱۷۹۶)، ساختهٔ لودویگ فان بتهوون بوده‌است.